# 아르메니아인
아르메니아인(아르메니아어: հայ 하이, 복수: Հայեր 하예르)은 아르메니아고원의 토착 민족이자, 아르메니아의 주요 민족 및 그 혈통으로 인도유럽어족에 속하는 아르메니아어를 사용한다.

아르메니아인의 전세계 분포도

## 역사
고대에 국가를 건설했으며, 1세기경에 예수의 사도인 바르톨로메오와 유다 타대오가 아르메니아에 기독교를 전파하였다. 301년, 세계에서는 처음으로 기독교를 공식 종교(국교)로 인정했다. 동로마 제국에서는 그리스인에 뒤를 잇는 주요 민족으로 많은 아르메니아인이 관료나 장군, 성직자로 승진되었고 심지어는 황제가 된 사람도 있다. 헤라클레이오스 왕조, 마케도니아 왕조의 2개의 왕조는 아르메니아계이다. 12세기에 아르메니아 왕국이나 동로마 제국이 쇠퇴·붕괴한 다음은 전세계로 확산되었으며, 상공업을 담당했다. 오스만 제국, 사파 비 왕조, 무굴 제국의 영토에서 자신의 커뮤니티를 형성하고, 이들을 연결하는 형태 아르메니아 상인의 상업망이 구축되었다. 예를 들면, 페르시아의 비단을 17세기에는 알레포를 통해서, 또한 18세기에는 이즈미르를 통하여 유럽 시장에 공급했다.
몽골 제국, 러시아 제국, 오스만 제국, 소비에트 연방 등의 지배를 받다가 1991년 완전히 해방되었다. 1915년에 아르메니아인 집단학살로 튀르키예령 아르메니아인 거주지역(서아르메니아)에서 그 수가 급감되고, 일부가 자신의 민족정체성과 종교를 숨긴채 숨어서 존재를 이어갔다. 캅카스 전역에서 러시아 제국이 서아르메니아를 점령하였지만 러시아 혁명 이후 철수하여 튀르키예 공화국에서 아르메니아인은 그 수가 급감하였다. 학살에서 살아남고 도망간 사람들이 전세계로 이주하여 아르메니아인 디아스포라를 형성하였다.

## 종교
아르메니아인은 비칼케돈파인 아르메니아 정교회의 신자가 대부분이다.

## 언어
아르메니아어를 사용한다. 주변 국가의 언어도 사용하기도 한다.

## 거주 국가
인구 대부분이 아르메니아에 거주한다. 아르차흐 공화국 또한 아르메니아인이 대다수를 차지한다. 조지아, 튀르키예, 러시아, 이란 등지에도 거주한다. 아르차흐를 제외한 나머지 아제르바이잔에서는 나고르노카라바흐 전쟁때 추방되었다.

## 같이 보기
- 아르메니아
- 아르메니아어
- 아르메니아 문자
- 아르메니아 정교회